# Sigrid ten Napel

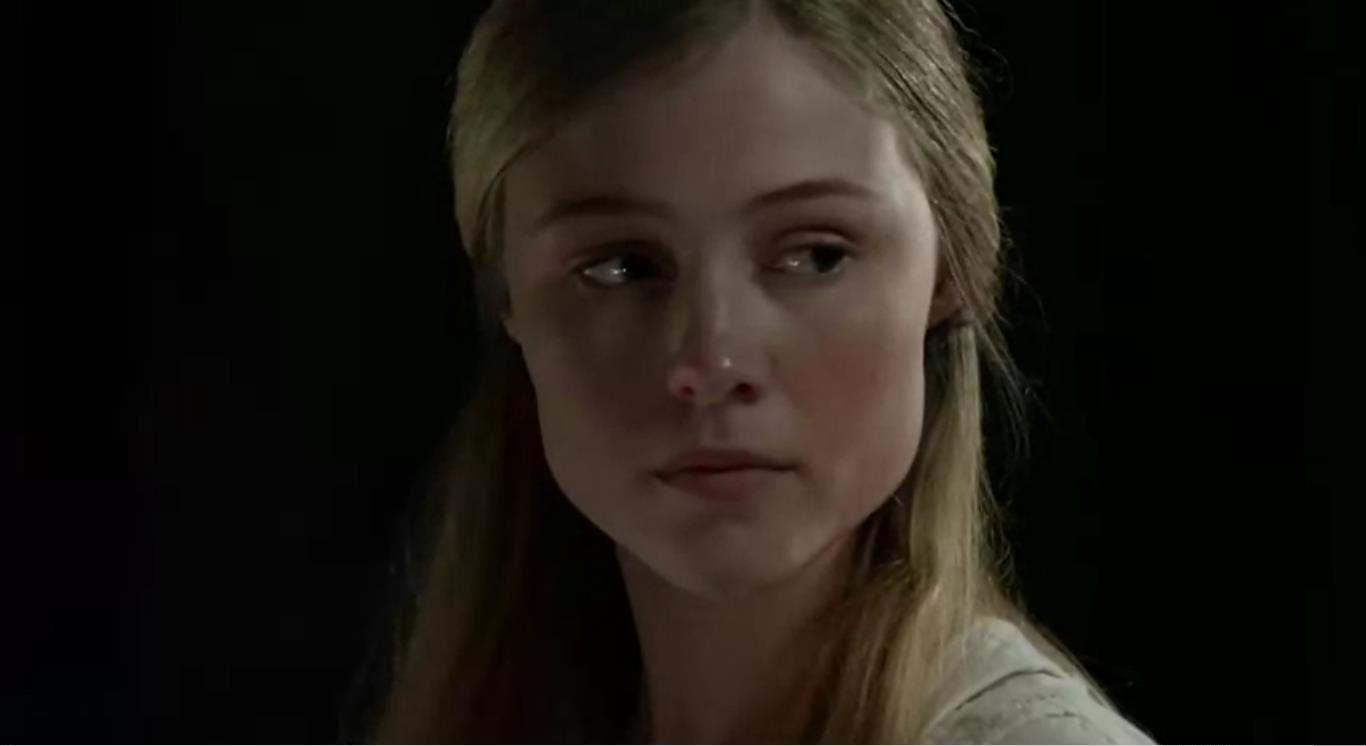
Sigrid ten Napel, 2013

Sigrid ten Napel (* 19. Februar 1993 in Lekkerkerk) ist eine niederländische Schauspielerin.

## Karriere

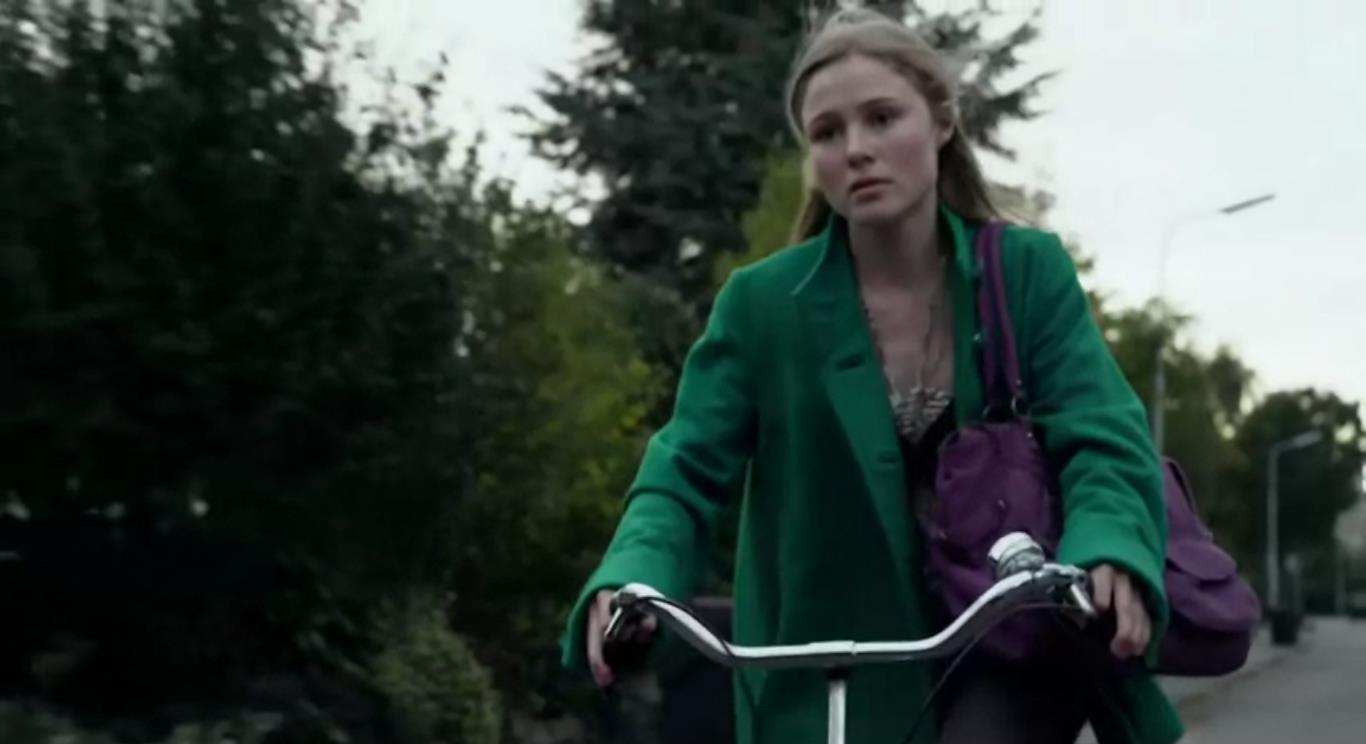
Sigrid Ten Napel, 2013

Nach dem Besuch des Erasmiaans Gymnasium in Rotterdam nahm sie von 2011 bis 2015 Schauspielunterricht an der Toneelacademie Maastricht. Ihr Debüt gab sie 2009 in dem niederländischen Science-Fiction-Thriller Atlantis. Danach wirkte sie in dem Kurzfilm Maite war hier mit. Eine dauerhafte Nebenrolle übernahm sie zwischen 2010 und 2017 als Tochter einer Amsterdamer Drogenbaronin in der erfolgreichen Krimiserie Penoza (KRO). Man sah sie auch in einer weiteren preisgekrönten niederländischen Kriminalserie namens Overspel der Rundfunkgesellschaft VARA. Hierfür, wie auch für ihr Auftreten in dem achtteiligen Fernsehdrama Lijn 32 wurde sie für den, seit 1974 ausgereichten, Gouden Notekraker nominiert. Beim Niederländischen Filmfestival 2012 wurde sie als eine der vielversprechendsten jungen Schauspielerinnen und Schauspieler vorgestellt.
In der Episode VAST der Kurzfilmreihe One Night Stand spielte sie die Hauptrolle neben Tygo Gernandt. Ihre Darstellung des in einer geschlossenen Einrichtung lebenden Teenagers Isabel hatte anlässlich des Nederlands Film Festival 2011 nicht geringen Anteil am Gewinn eines Goldenen Kalbes in der Kategorie Bestes Fernsehdrama.
In ihrem dritten Ausbildungsjahr an der Toneelacademie wirkte sie bei der namhaften Toneelgroep Amsterdam in dem Stück Scènes uit een huwelijk (Szenen einer Ehe) des Regisseurs Ivo van Hove mit.
Für ihre Rolle der 16-jährigen schüchternen Dorfbewohnerin Anne in dem Film Zomer von 2014, die sich in eine fünf Jahre ältere Geschlechtsgenossin verliebt, erhielt die selbst erst 21-Jährige im gleichen Jahr eine Nominierung für das Goldene Kalb in der Kategorie Beste weibliche Hauptrolle.
Eine weitere Nominierung für das Goldene Kalb erhielt sie in der Kategorie Beste weibliche Nebenrolle für ihr Auftreten in dem 2015 auf der Berlinale vorgestellten Film Prins.
In dem internationalen Spielfilm The Paradise Suite von Joost van Ginkel spielte sie an der Seite bekannter Schauspieler das Au-pair-Mädchen Antoinette. In dem niederländischen Ableger der britischen Serie Die gefährlichsten Straßen der Welt nahm sie im Januar 2017 teil, wie auch in der Spieleshow Wie is de Mol?. 2017 wurde Ten Napel Mitglied der Filmjury von ShortCutz Amsterdam.
2018 spielte sie eine Nebenrolle in der deutschen ARD-Produktion Der Amsterdam-Krimi (Folge 2: Auferstanden von den Toten).

## Filmografie

### Film
- 2009 Atlantis – Elise
- 2009 Juli (Kurzfilm) – Schwester Joshua
- 2009 Maite war hier – Pien
- 2011 Vast (Kurzfilm) – Isabel
- 2012 Alleen maar nette mensen – Naomi
- 2014 7 A.M. – Kay
- 2014 Our Sun – Antoinette
- 2014 Prins – Laura
- 2014 Zomer – Nichts wie raus! – Anne
- 2015 Een goed leven met een gelukkig einde – Floor
- 2015 The Paradise Suite – Antoinette
- 2016 Brasserie Valentijn – Sarah
- 2016 On Being a Scientist – Tochter von Nicholas Ponter
- 2016 Planet Beauty – Bonnie
- 2016 De prinses op de erwt: Een modern sprookje – Julia
- 2016 Riphagen – Lena
- 2019 Penoza: Die Rächerin – Natalie van Walraven
- 2022 Ik wist het – Mia

### Fernsehen
- 13 in de oorlog – Els Mulder (Folgen: 5 & 7, 2009)
- Penoza – Natalie van Walraven (2010–2017)
- Overspel – Marit Steenhouwer (32 Folgen, 2011–2015)
- Rembrandt en ik – Cornelia (1 Folge, 2011)
- Lijn 32 – Tamara Schoots (8 Folgen, 2012)
- Wie is de Mol? – als Kandidat (2017)
- Der Amsterdam-Krimi – Hannah (Folge: Auferstanden von den Toten, 2018)

### Musik-Videoclips
- 2013 Nielson & Miss Montreal – Hoe
- 2014 Yellow Claw, Diplo & LNY TNZ – Techno (ft. Waka Flocka Flame)
- 2017 Lil Kleine – Alleen